# Nobuko Takagi
Nobuko Takagi (japonés, 高樹 のぶ子 alias Nobuko Tsuruta (鶴田 信子) es una escritora japonesa nacida el 9 de abril de 1946 en Hōfu en la prefectura de Yamaguchi. Trabaja actualmente como profesora adjunta de la Universidad Kyushu.
Se graduó en lo que actualmente es la Universidad cristiana femenina de Tokio y publicó su primera novela en 1980, Sono hosoki michi (La carretera estrecha).

## Premios
- 1984: Premio Akutagawa
- 1994: Shimase-Ren’ai
- 1995: Premio literario femenino
- 1999: Premio Tanizaki
- 2010: Kawabata-Yasunari

## Obras seleccionadaas
- 1984 Hakō kirameku hate (波光きらめく果て)
- 1988 Niji no kōkyō (虹の交響)
- 1988 Atsui tegami (熱い手紙)
- 1991 Flashback (フラッシュバック)
- 1992 Shiroi hikari no gogo (白い光の午後)
- 1995 Suimyaku (水脈)
- 1998 Isutambūru no yami (イスタンブールの闇)
- 1998 Samoa gensō (サモア幻想)

## Adaptaciones cinematográficas
- 1986 Hakō kirameku hate (波光きらめく果て) Dirige:　Fujita Toshiya
- 1996 Kiri no shigosen (霧の子午線) Dirige: Deme Masanobu
- 2004 Tōkō no ki (透光の樹) Dirige: Negishi Kichitarō
- 2009 Maimai shinko to sennen no mahō (マイマイ新子と千年の魔法) Dirige: Katabuchi Sunao

- Datos: Q458224
- Multimedia: Nobuko Takagi / Q458224